# Футбол у Європі

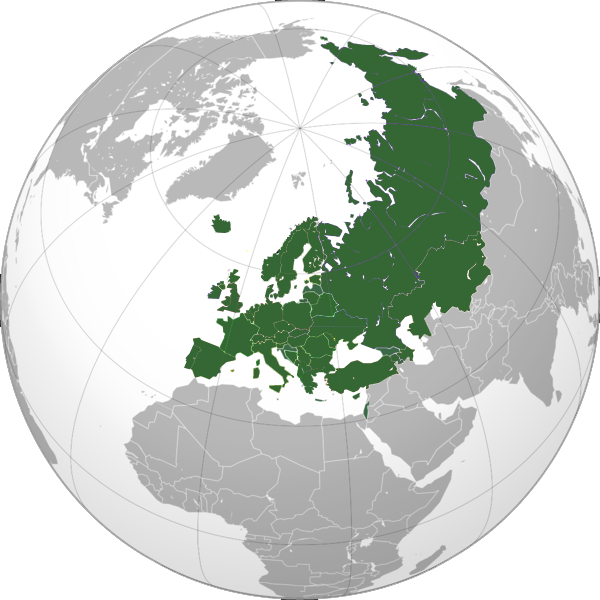
Територія футбольної Європи

Футбол в Європі, або єврокубки — термін, що відноситься до будь-якого міжнародного футбольного турніру чи змагання для клубів або збірних, яке організоване Союзом європейських футбольних асоціацій (УЄФА) і проводиться виключно на території Європи. Будь-який клуб, який хоче брати участь в європейському футболі, має кваліфікуватися через свої національні ліги або кубки. Збірні ж мають пройти кваліфікацію в матчах з іншими європейськими збірними, або потрапити на турнір як господарі.

## Турніри європейського футболу

### Змагання між національними збірними

#### Чемпіонат Європи
Чемпіонат Європи з футболу — найпрестижніша континентальна першість світу, головне змагання національних збірних, що відбувається кожні 4 роки, починаючи з 1960 року. До 1968 року ЧЄ мав назву Кубок європейських націй.
Фінальні турніри чемпіонатів Європи відбуваються раз на 4 роки, однак разом із відбірковим турніром і паузою між відбірковим і фінальним турніром він триває майже 2 роки. У відбіркових змаганнях до чемпіонату Європи 2012 року брала участь 51 команда. У фінальному турнірі, що відбувається раз на 4 роки протягом місяця в заздалегідь обраній країні-господарці чемпіонату, беруть участь 16 команд: 15 (або 14) команд, що вибороли таке право за підсумками відбіркового турніру, і збірна (-і) країни-господарки (2000, 2008 та 2012 року господарками чемпіонату були 2 країни). З 2016 року у фінальному турнірі чемпіонату Європи з футболу братимуть участь 24 команди.

#### Молодіжний чемпіонат Європи
Молодіжний чемпіонат Європи з футболу — міжнародне футбольне змагання серед молодіжних національних футбольних збірних Європи. Брати участь у турнірі можуть молодіжні (не старші 21 року) чоловічі футбольні національні збірні всіх країн-членів УЄФА. Фінальна стадія турніру проводиться раз на 2 роки. Перший чемпіонат Європи серед молодіжних команд був проведений у 1972 році, першими володарями трофею стали футболісти збірної Чехословаччини. 1994 року УЄФА ухвалило рішення про проведення фінального турніру в рамках однієї країни — господині турніру. З 2000 року у фінальній стадії турніру стали проводитися матчі в рамках 2-х груп по 4 команди в кожній з подальшим виходом двох найкращих у фінал.

#### Чемпіонат Європи (U-19)
Чемпіонат Європи з футболу серед 19-річних — міжнародне футбольне змагання європейських національних команд країн, що входять до УЄФА. Проводиться з 1948 року, спочатку під назвою юніорський турнір ФІФА, потім, 1955 року організацією першості стала займатися УЄФА. З 1980 року він називався чемпіонат Європи серед 18-річних, і з 2001 року, коли вікову планку змінили отримав сучасну назву. З самого початку турнір був щорічним, за винятком періоду з 1984 по 1992 роки, коли його проводили раз на два роки.
З плином часу формат турніру змінювався, зараз він складається з двох стадій: кваліфікації та фінальної частини, в якій беруть участь вісім команд.

#### Чемпіонат Європи (U-17)
Чемпіонат Європи з футболу серед юнаків віком до 17 років — щорічний турнір серед гравців віком до 17 років. З 1982 до 2001 рр. він був турніром серед гравців віком до 16 років.

#### Жінки
Для жінок проводять окремий чемпіонат Європи, який є головним змаганням європейських жіночих футбольних збірних. Турнір проводиться раз на чотири роки.

### Клубні турніри

#### Ліга чемпіонів
Ліга чемпіонів УЄФА — щорічний турнір, що проводиться поміж європейськими клубами, які найбільш успішно виступили у національних чемпіонатах попереднього сезону. Раніше (з сезону 1955/56 до сезону 1991/92) турнір мав назву Кубок Європейських чемпіонів. Починаючи з сезону 1992/93 турнір отримав нинішню назву та змінив формат.

#### Ліга Європи
Ліга Європи УЄФА — щорічний кубковий турнір, другий за престижністю європейський клубний турнір. Заснований в 1971 році, реорганізований в 2009 році. Розігрується в новому форматі з сезону 2009/10. Перший фінал реорганізованого турніру відбувся 12 травня [[2010 року на стадіоні ХСХ Нордбанк-Арена в Гамбурзі. З моменту першого розіграшу в сезоні 1971/72 і по сезон 2008/09 турнір називався Кубком УЄФА. До сезону 1998/99 в цьому турнірі не брали участь клуби-володарі національних кубків, оскільки існував Кубок володарів кубків УЄФА, який на той час вважався другим за престижністю європейським клубним турніром після Ліги чемпіонів, але в результаті злиття розіграшів Кубка УЄФА і Кубка володарів кубків УЄФА з'явився єдиний турнір із старою назвою — Кубок УЄФА. З сезону 2009/10 він дістав назву Ліга Європи УЄФА зі зміною формату турніру за аналогією з Лігою Чемпіонів.

#### Суперкубок УЄФА
Суперкубок УЄФА або Суперкубок Європи — символічний щорічний турнір під егідою УЄФА, який відкриває європейський футбольний сезон. Турнір складається з одного матчу між переможцем Ліги чемпіонів та Ліги Європи (до 2009 року в Суперкубку брав участь володар Кубка УЄФА) сезону, що минув. Матч за Суперкубок проходить наприкінці серпня перед початком футбольного сезону, який проводиться за структурою осінь—весна. У цей час закривається трансферне вікно, а тому команди-учасники грають з оновленими складами.

#### Жінки
На клубному рівні проходить Ліга чемпіонів серед жінок, яка розіграється щорічно з 2001 року.

### Скасовані й реформовані турніри
Кубок європейських чемпіонів — щорічний клубний турнір, що розігрувався з 1955 по 1992 рік. В турнір потрапляли команди, що найуспішніше виступили в національних чемпіонатах минулого сезону. В 1992 році реформовано в Лігу чемпіонів.
Кубок ярмарків — неофіційний попередник Кубку УЄФА. Розігрувався з 1955 по 1971 рік. В турнірі брали участь збірні команди з міст Європи, де регулярно проводилися міжнародні ярмарки. В 1971 році реформовано в Кубок УЄФА.
Кубок УЄФА — неофіційний правонаступник Кубку ярмарків. Розігрувався з 1971 по 2009 рік. В турнірі брали участь команди, що в минулому сезоні посіли певні місця в національному чемпіонаті, згідно з рейтингом УЄФА. В 2009 році реформовано в Лігу Європи.
Кубок володарів кубків — щорічний клубний турнір, що розігрувався з 1960 по 1999 рік. Право участі в турнірі мали володарі кубку країн, або фіналісти (у випадку, якщо кубок країни здобувався чемпіоном). В 1999 році об'єднано з Кубком УЄФА.
Міжконтинентальний кубок — міжнародне змагання, що проводилося з 1960 по 2004 рік спільно УЄФА та КОНМЕБОЛ. У змаганні брали участь переможці Ліги чемпіонів УЄФА та Кубку Лібертадорес. Останній розіграш змагання відбувся 2004 року, з 2005 року змагання було замінено Клубним чемпіонатом світу, який проводиться під егідою ФІФА.
Кубок Інтертото — щорічний літній турнір, що проводився під егідою УЄФА з 1995 по 2008 рік. В ньому брали участь команди, що не отримали путівки ні до Ліги чемпіонів, ні до Кубку УЄФА. Переможці (до 2007 року їх було 3, потім 11) отримували право на участь у Кубку УЄФА. В 2009 Кубок Інтертото і Кубок УЄФА було об'єднано в один турнір — Лігу Європи.